# National Park (Nova Jersey)
National Park és una població dels Estats Units a l'estat de Nova Jersey. Segons el cens del 2006 tenia 3.215 habitants.

## Demografia
Segons el cens del 2000, National Park tenia 3.205 habitants, 1.111 habitatges, i 865 famílies. La densitat de població era de 1.237,5 habitants/km².
Dels 1.111 habitatges en un 37,3% hi vivien nens de menys de 18 anys, en un 58,2% hi vivien parelles casades, en un 14% dones solteres, i en un 22,1% no eren unitats familiars. En el 18,6% dels habitatges hi vivien persones soles el 8,6% de les quals corresponia a persones de 65 anys o més que vivien soles. El nombre mitjà de persones vivint en cada habitatge era de 2,86 i el nombre mitjà de persones que vivien en cada família era de 3,24.
Per edats la població es repartia de la següent manera: un 26,4% tenia menys de 18 anys, un 9,3% entre 18 i 24, un 29,7% entre 25 i 44, un 22,2% de 45 a 60 i un 12,5% 65 anys o més.
L'edat mediana era de 37 anys. Per cada 100 dones de 18 o més anys hi havia 93,8 homes.
La renda mediana per habitatge era de 48.534 $ i la renda mediana per família de 51.535 $. Els homes tenien una renda mediana de 35.102 $ mentre que les dones 27.398 $. La renda per capita de la població era de 18.048 $. Aproximadament el 6,5% de les famílies i el 7,6% de la població estaven per davall del llindar de pobresa.

## Poblacions més properes
El següent diagrama mostra les poblacions més properes.